# John Yallop
John C. Yallop (ur. 24 października 1949 w Luton) – brytyjski wioślarz, srebrny medalista olimpijski i srebrny medalista mistrzostw świata.

## Kariera
Wystąpił na igrzyskach olimpijskich w Montrealu w 1976, gdzie osada Wielkiej Brytanii w składzie: Richard Lester, John Yallop, Tim Crooks, Hugh Matheson, David Maxwell, Jim Clark, Fred Smallbone, Lenny Robertson i Patrick Sweeney (sternik) zdobyła srebrny medal w ósemkach. W finale uplasowali się o 2,53 sekundy za osadą NRD i o 2,69 sekundy przed osadą Nowej Zelandii. Był to jego jedyny start olimpijski.
W ósemkach zdobył również srebrny medal na mistrzostwach świata w Lucernie (1974). Był też między innymi czwarty w czwórkach bez sternika na mistrzostwach świata w Nottingham (1975).